# Lovitura de stat de la 2 mai 1864

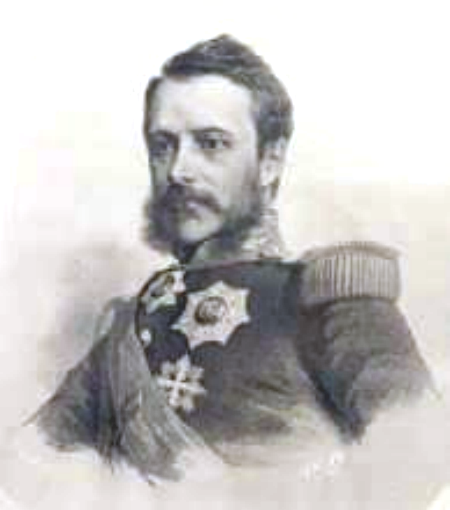
Domnitorul Alexandru Ioan Cuza la 2 mai 1864 a dizolvat Adunarea Legiuitoare

Lovitura de stat de la 2 mai 1864 din Principatele Unite ale Țării Românești și Moldovei a dus la schimbarea puterii în stat prin dizolvarea Adunării Legiuitoare. Este prima lovitură de stat dintr-o serie de circa 14 (în funcție de diverse interpretări) din istoria României moderne.

## Preliminarii
Odată cu apariția României ca țară problema agrară a continuat să provoace instabilitate. Pe întreg teritoriul statului, au existat răscoale țărănești, cea mai mare fiind cea dusă de N. Malairău și partizanii lui din București. Sătenii nu aveau suficiente terenuri, plus că trebuiau să plătească impozitele și să practice clacă pentru boieri. Alexandru Ioan Cuza a sperat să îmbunătățească situația din țară prin reforme agrare. El a încercat secularizarea terenurilor mănăstirești și, de două ori, să anuleze iobăgia și să reducă terenurile marilor proprietari, dar majoritatea parlamentară era formată din boieri care se opuneau. 

## Criza și soluția
Așadar această parte a reformei sale nu a fost aprobată în Adunarea Legiuitoare (Națională). Cabinetul a primit vot de blam, însă domnul a refuzat demisia primului ministru. Alexandru Ioan Cuza a dizolvat Adunarea Legiuitoare pe 2 mai (deputații fiind evacuați din sală de un detașament militar) și a promulgat o nouă constituție, numită de el Statutul Dezvoltător al Convenției de la Paris, care întărea puterea domnului în detrimentul legislativului, și o nouă lege electorală care sporea considerabil numărul alegătorilor. Dreptul de a vota a fost acordat unei părți a țărănimii, muncitorilor și întreprinzătorilor. La alegerile pentru a doua convocare a Adunării Naționale au învins suporterii domnitorului. Cu sprijinul noului parlament a avut loc o serie de reforme necesare.

## Reacții externe
În Occident, acțiunile lui Alexandru Ioan Cuza au fost considerate ca o lovitură de stat. Rusia, Franța și Prusia au condamnat faptele domnitorului ca fiind o lovitură de stat. Situația s-a înrăutățit în jurul României, Cuza fiind acuzat de încălcarea prevederilor de bază adoptate la Convenția de la Paris din 1858.

## Aplanarea temporară a conflictului
În scopul de a restabili relațiile, domnitorul a plecat la Constantinopol, unde pe 28 iulie au avut loc negocieri cu sultanul turc. Ca rezultat, dintr-un vasal al Imperiului Otoman, Principatul a ajuns la o și mai mare autonomie și i s-a acordat dreptul de a decide în afacerile sale interne. 

## Evoluția pe termen lung
Boierii nemulțumiți au format așa-numită coaliție monstruoasă (denumire promovată de presa favorabilă domnitorului) care în 1866 a replicat cu o nouă lovitură de stat, aducându-l la putere pe Carol I și schimbând, în scurt timp, Convenția de la Paris din 1858 cu Constituția din 1866.
Format:Lovituri de stat ROU